# 金蔵寺 (朝来市)
金蔵寺（こんぞうじ）は、兵庫県朝来市生野町口銀谷（くちがなや）にある真宗本願寺派の寺院。山号は生宝山。本尊は阿弥陀如来。生野市街地の北側の寺町通りにある。

## 歴史
寺記によると、永久元年（1113年）に権大僧都の智山によって創建されたが、承元年間（1207年～1211年）に廃された。創建時は真言宗（真言密教）の寺院だった。
寛喜2年（1230年）、播磨国印南郡魚橋の領主である原伊賀守正信の息子讃岐が剃髪して僧となり、但馬国朝来郡生野に落ち着いて金蔵寺を中興した。貞永元年（1232年）、讃岐は京都に遊学して親鸞聖人に拝謁し、正圓という名と阿弥陀如来像を賜った。
2005年（平成17年）頃には本堂の建て替えを行った。

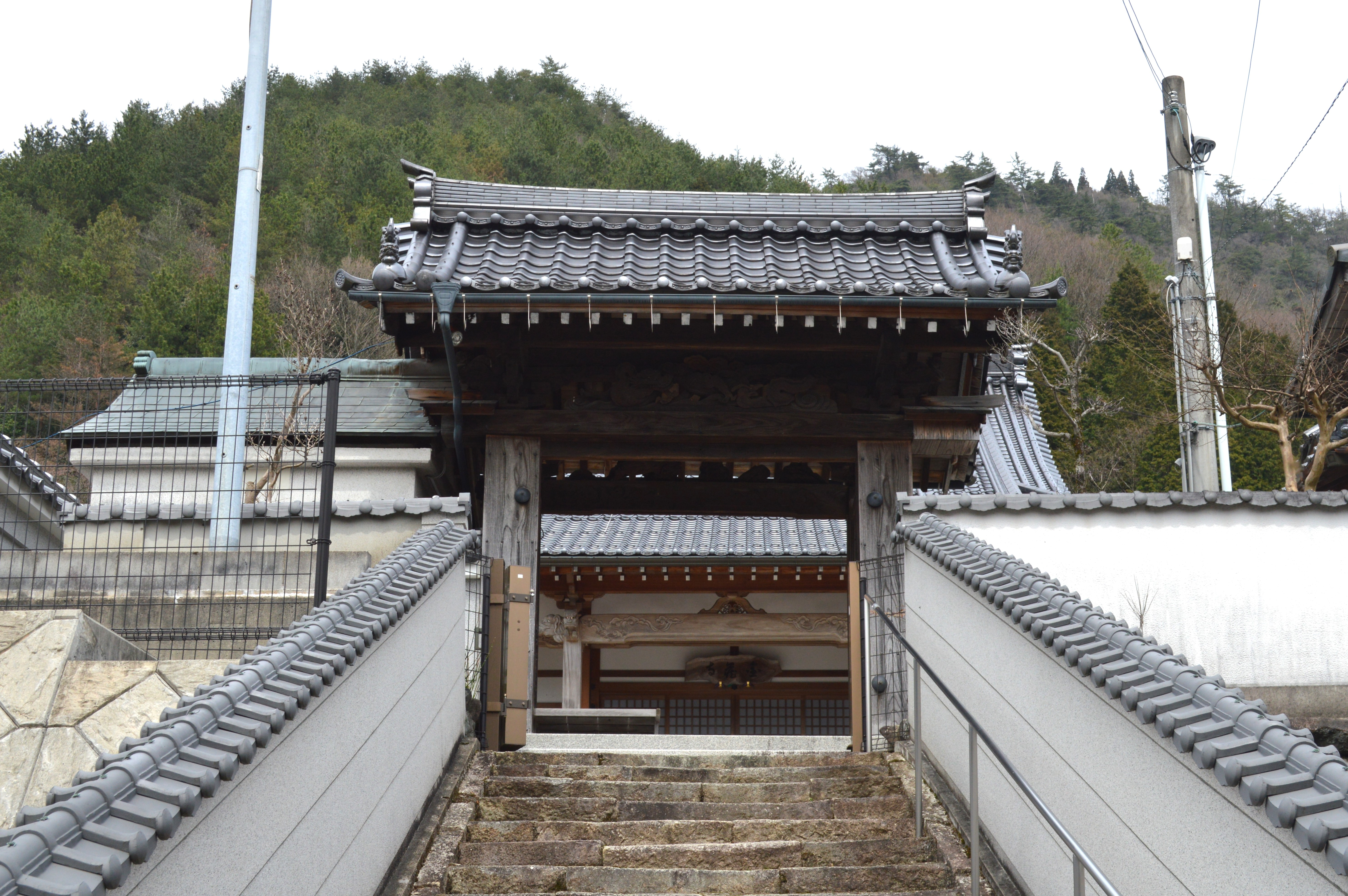
山門
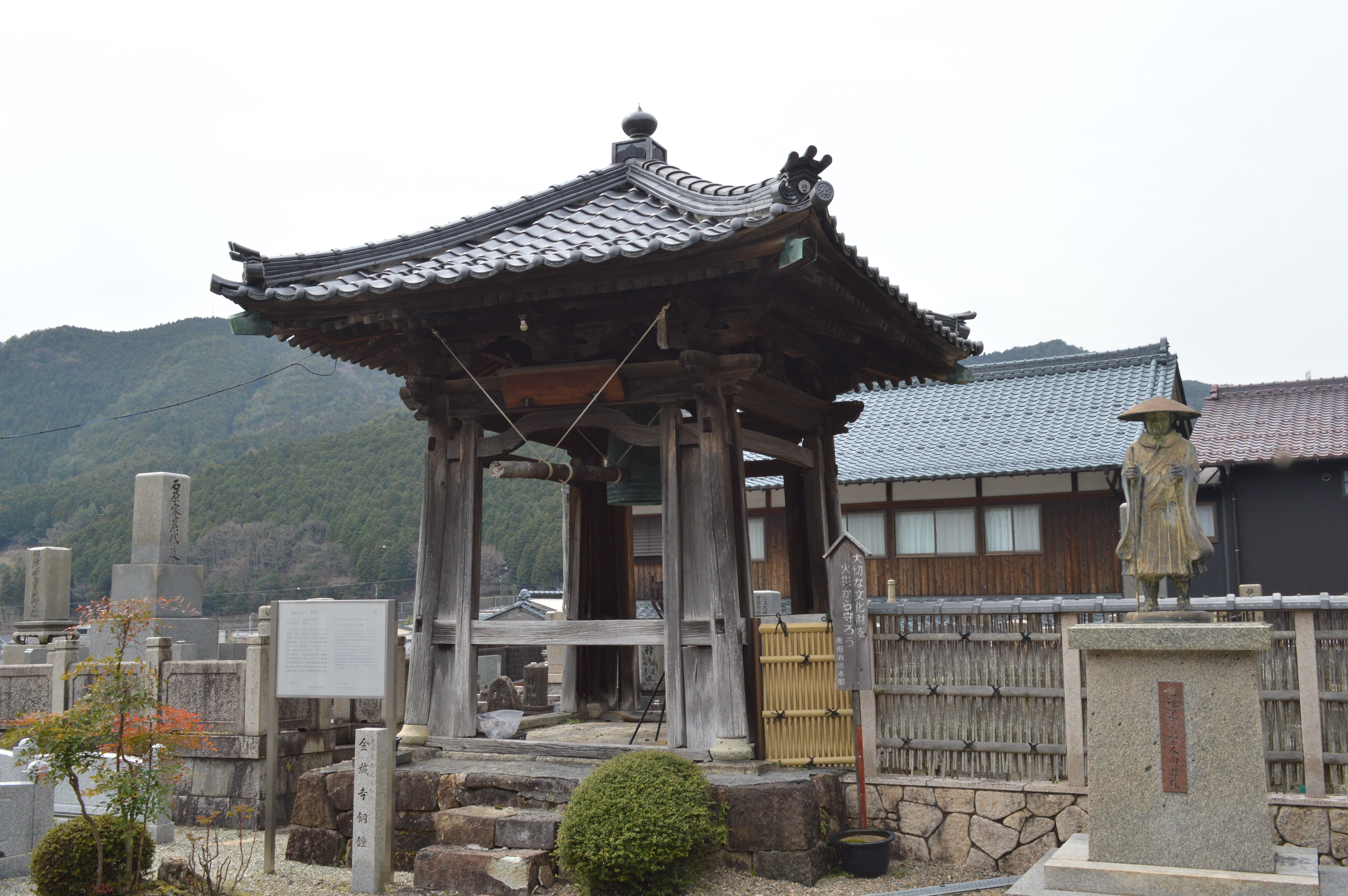
鐘楼

## 文化財

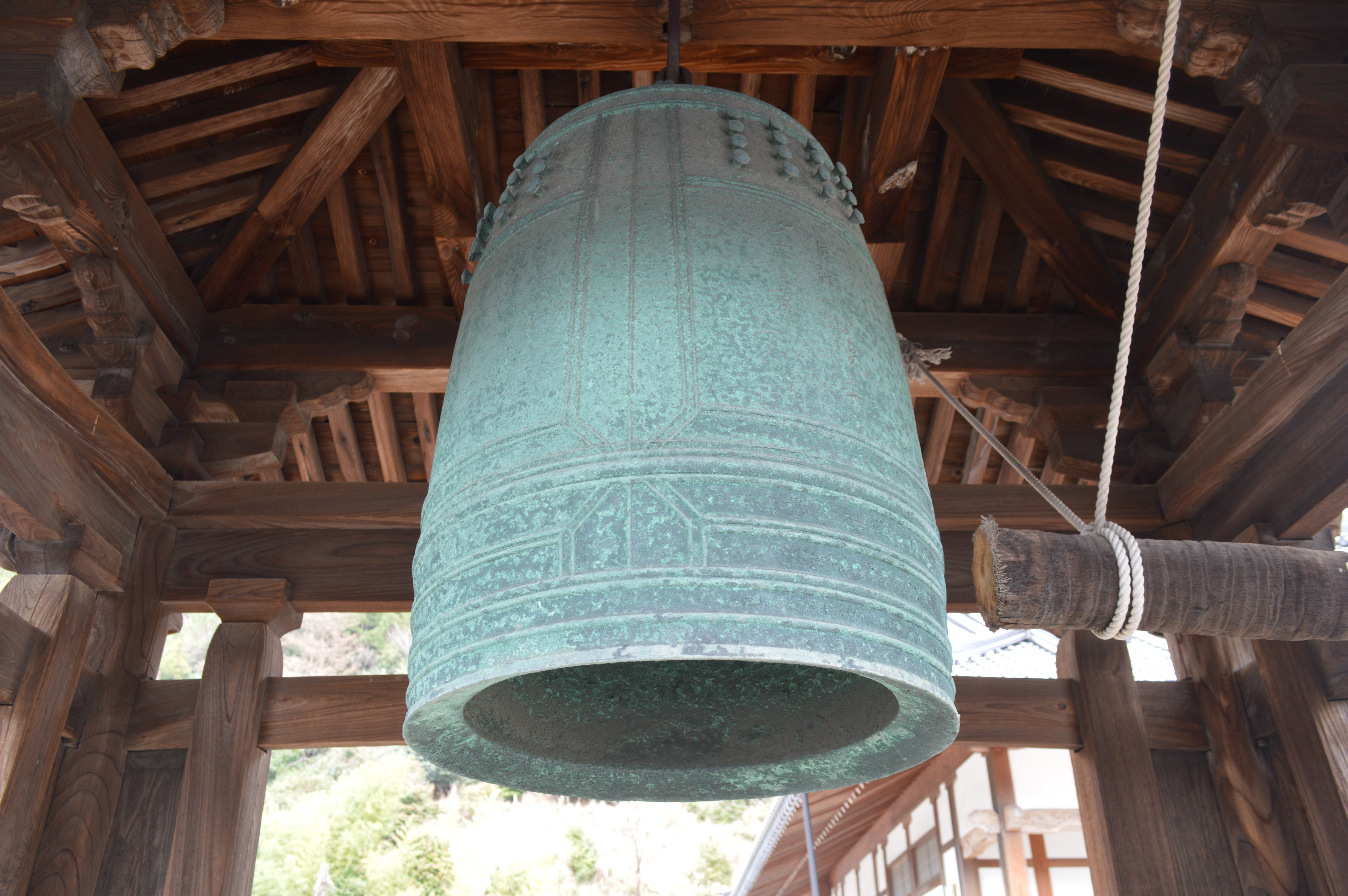
銅鐘（梵鐘）

### 県指定文化財
- 「銅鐘」
  - 鎌倉時代の文永4年（1267年）3月21日、因幡国（現・鳥取県鳥取市）の最勝寺の梵鐘として銅鐘が鋳造された[1]。因幡国の銘がある最古の梵鐘であり、重厚さや形態などに鎌倉時代中期の特色を持つとされる[1]。その後、但馬国朝来郡東河荘（現・兵庫県朝来市和田山町東河地区）の地蔵堂、朝来郡桑市村（現・朝来市朝来町桑市）の観音寺を経て、元和元年（1615年）に金蔵寺に奉納された[1]。この変遷が梵鐘表面に彫り込まれているのが珍しいとされる[4]。
  - 1942年（昭和17年）には国の重要美術品に指定された[1][5]。太平洋戦争中の1944年（昭和19年）には金属類回収令（金属供出）によって多くの寺院の梵鐘が供出されたが、金蔵寺の銅鐘は文化財的価値が認められて供出を免れた[1][4]。南但（但馬地方南部）においては金蔵寺梵鐘と大屋町明延鉱山の両松寺梵鐘のみが供出を免れたとされる[6]。但馬地方に現存する最古の銅鐘である[1][4]。1983年（昭和58年）3月28日、銅鐘が兵庫県指定文化財に指定された[1]。

## 寺町通り

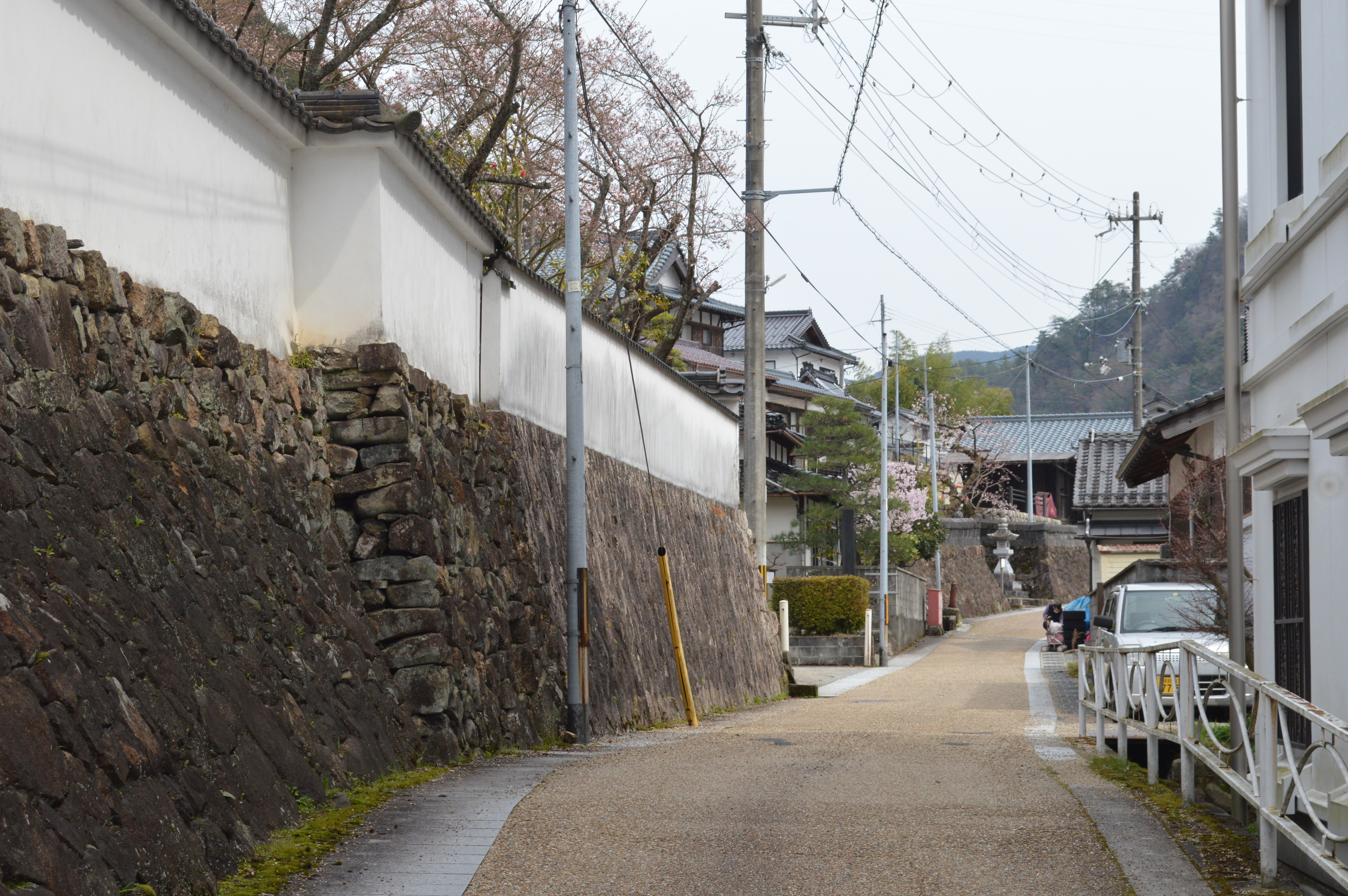
寺町通り

金蔵寺がある寺町通りには8つの寺院が集まっており、それぞれ宗派が異なっているのが特徴とされる。
- 金蔵寺（真宗本願寺派）
- 来迎寺（浄土宗西山禅林寺派)
- 東西寺（浄土宗知恩院派）
- 西福寺（浄土宗西山禅林寺派）
- 教徳寺（真宗大谷派）
- 禅操寺（臨済宗妙心寺派）
- 妙詮寺（本門佛立宗）
- 本行寺（日蓮宗）

## 所在地
所在地
- 679-3301 兵庫県朝来市生野町口銀谷932

アクセス
- JR播但線生野駅から徒歩